# Frozen River
Frozen River és una pel·lícula estatunidenca de 2008 escrita i dirigida per Courtney Hunt; ha estat doblada al català.

## Argument
Una dona abandonada per un marit obsessionat pel joc coneix una índia que l'embarca malgrat ella en una operació d'immigració clandestina entre els Estats Units i el Canadà.
La frontera en aquest indret és marcada per un riu gelat que talla en dos la reserva índia; és doncs possible passar-la amb cotxe. La mare de família busca llavors un pla per pagar la mobilehome nova que ha de reemplaçar la carcassa que li serveix de casa.

## Repartiment
- Melissa Leo: Ray Eddy
- Misty Upham: Lila Littlewolf
- Charlie McDermott: Troy J. 'T.J.' Eddy
- Michael O'Keefe: State Trooper Finnerty
- James Reilly: Ricky Eddy
- Mark Boone Junior: Jacques Bruno
- Dylan Carusona: Jimmy
- Jay Klaitz: Guy Versailles
- Michael Sky: Billy Three Rivers
- John Canoe: Bernie Littlewolf
- Rajesh Bose: pare paquistaní
- Gargi Shinde: mare paquistanesa

## Premis i nominacions

### Premis
- 2008. Gran premi del jurat (ficció) al Festival de Cinema de Sundance
- 2008. Festival Internacional de Cinema d'Estocolm
- 2008. Millor Actriu per a Melissa Leo al Festival Internacional de Cinema de Sant Sebastià

### Nominacions
- 2009. Oscar a la millor actriu per Melissa Leo
- 2009. Oscar al millor guió original per Courtney Hunt